# Lijst van liedjes uit Het Klokhuis
Hieronder staat een (onvolledige) lijst met liedjes uit Het Klokhuis.
| Titel                                               | Tekstschrijver          | Componist                           | Uitzenddatum      |
| Liedjes                                             | Liedjes                 | Liedjes                             | Liedjes           |
| --------------------------------------------------- | ----------------------- | ----------------------------------- | ----------------- |
| Klokhuis tune                                       | Fetze Pijlman           | Harry Bannink                       | 3 januari 1988    |
| De grote honden                                     | Willem Wilmink          | Harry Bannink                       | 7 februari 1988   |
| Mijn cyclaam                                        | Willem Wilmink          | Harry Bannink                       | 27 maart 1988     |
| Kokosnoot                                           | Fetze Pijlman           | Harry Bannink                       | 3 april 1988      |
| Kokosnootcalypso                                    | Willem Wilmink          | Harry Bannink                       | 3 april 1988      |
| Vulkaan                                             | Willem Wilmink          | Harry Bannink                       | 7 april 1988      |
| Kere weerom                                         | Willem Wilmink          | Harry Bannink                       | 18 mei 1988       |
| Verliefde personen                                  | Willem Wilmink          | Harry Bannink                       | 20 mei 1988       |
| De zwervers                                         | Hans Dorrestijn         | Harry Bannink                       | 15 juni 1988      |
| Bevroren plas                                       | Hans Dorrestijn         | Harry Bannink                       | 17 juni 1988      |
| De mooie vogels zijn verdwenen                      | Hans Dorrestijn         | Harry Bannink                       | 21 juni 1988      |
| Speeltuin                                           | Fetze Pijlman           | Harry Bannink                       | 4 oktober 1988    |
| Zo is nog nooit gezongen                            | Hans Dorrestijn         | Harry Bannink                       | 5 oktober 1988    |
| Aanstellerige vader                                 | Hans Dorrestijn         | Harry Bannink                       | 20 oktober 1988   |
| De volgende dag                                     | Fetze Pijlman           | Harry Bannink                       | 21 oktober 1988   |
| Cirkels                                             | Fetze Pijlman           | Harry Bannink                       | 25 oktober 1988   |
| Watervalloos                                        | Hans Dorrestijn         | Harry Bannink                       | 27 oktober 1988   |
| Speel nooit met elektrische treinen                 | Willem Wilmink          | Harry Bannink                       | 2 november 1988   |
| De zakdoekmuis                                      | Willem Wilmink          | Harry Bannink                       | 17 november 1988  |
| Met oom uit vissen                                  | Willem Wilmink          | Harry Bannink                       | 22 november 1988  |
| Wolk                                                | Fetze Pijlman           | Harry Bannink                       | 5 december 1988   |
| De gezichten van de winter                          | Willem Wilmink          | Harry Bannink                       | 12 december 1988  |
| ‘s Nachts                                           | Fetze Pijlman           | Harry Bannink                       | 22 december 1988  |
| Beschaving                                          | Hans Dorrestijn         | Harry Bannink                       | 1988              |
| De boom bij het ziekenhuis                          | Willem Wilmink          | Harry Bannink                       | 1988              |
| Duizelig                                            | Karel Eykman            | Harry Bannink                       | 1988              |
| Een goede les                                       | Willem Wilmink          | Harry Bannink, Carl Maria von Weber | 1988              |
| Krokodil in Afrika                                  | Hans Dorrestijn         | Harry Bannink                       | 1988              |
| Lantarenpaal voor het huis                          | Karel Eykman            | Harry Bannink                       | 1988              |
| Loflied op de slavink                               | Hans Dorrestijn         | Harry Bannink                       | 1988              |
| De misplaatste tuinkabouter                         | Willem Wilmink          | Harry Bannink                       | 1988              |
| Onder de stenen                                     | Fetze Pijlman           | Harry Bannink                       | 1988              |
| Ons onderwijs                                       | Willem Wilmink          | Harry Bannink                       | 1988              |
| Sandrina                                            | Hans Dorrestijn         | Harry Bannink                       | 1988              |
| Uitreiking van de diploma’s                         | Willem Wilmink          | Harry Bannink                       | 1988              |
| Zeeman, wat heb je mooie ogen                       | Willem Wilmink          | Harry Bannink                       | 1988              |
| Walkman                                             | Hans Dorrestijn         | Harry Bannink                       | 3 januari 1989    |
| De tijd gaat snel                                   | Karel Eykman            | Harry Bannink                       | 9 januari 1989    |
| Het liefst                                          | Fetze Pijlman           | Harry Bannink                       | 11 januari 1989   |
| Als de brug eens dicht zal gaan                     | Willem Wilmink          | Harry Bannink                       | 25 januari 1989   |
| Leven in het donker                                 | Willem Wilmink          | Harry Bannink                       | 15 februari 1989  |
| Lapje troost                                        | Karel Eykman            | Harry Bannink                       | 17 februari 1989  |
| De venkelaars                                       | Hans Dorrestijn         | Harry Bannink                       | 20 februari 1989  |
| Mol hommeldom                                       | Hans Dorrestijn         | Harry Bannink                       | 2 maart 1989      |
| Op eigen risico                                     | Willem Wilmink          | Harry Bannink                       | 8 maart 1989      |
| Twee gebouwen                                       | Willem Wilmink          | Harry Bannink                       | 24 maart 1989     |
| Mijn eerste gitaar                                  | Karel Eykman            | Harry Bannink                       | 28 maart 1989     |
| Reizen                                              | Fetze Pijlman           | Harry Bannink                       | 5 april 1989      |
| Twee lange weken                                    | Willem Wilmink          | Harry Bannink                       | 13 april 1989     |
| Zomers buiten                                       | Fetze Pijlman           | Harry Bannink                       | 12 mei 1989       |
| Ogen                                                | Fetze Pijlman           | Harry Bannink                       | 25 mei 1989       |
| De edelvrouw                                        | Ted van Lieshout        | Harry Bannink                       | 29 mei 1989       |
| Nooit verhuisd                                      | Willem Wilmink          | Harry Bannink                       | 5 juni 1989       |
| Goeie ouwe geur                                     | Willem Wilmink          | Harry Bannink                       | 6 juni 1989       |
| De marathonloper                                    | Ted van Lieshout        | Harry Bannink                       | 16 juni 1989      |
| Tijd is geen lijn                                   | Willem Wilmink          | Harry Bannink                       | 20 juni 1989      |
| Zij woonde bij een blinde muur                      | Willem Wilmink          | Harry Bannink                       | 14 september 1989 |
| De andere helft                                     | Fetze Pijlman           | Harry Bannink                       | 18 september 1989 |
| Cinekid                                             | Ivo de Wijs             | Harry Bannink                       | 11 oktober 1989   |
| Schelpen                                            | Fetze Pijlman           | Harry Bannink                       | 23 oktober 1989   |
| Door Bart                                           | Ted van Lieshout        | Harry Bannink                       | 24 oktober 1989   |
| Thuiskomst                                          | Fetze Pijlman           | Harry Bannink                       | 13 november 1989  |
| Misdaadballade                                      | Willem Wilmink          | Joop de Leur                        | 15 november 1989  |
| De meisjes                                          | Willem Wilmink          | Harry Bannink                       | 17 november 1989  |
| Ons vader                                           | Willem Wilmink          | Harry Bannink                       | 21 november 1989  |
| Hoe diep?                                           | Ted van Lieshout        | Harry Bannink                       | 19 december 1989  |
| Contrasten                                          | Karel Eykman            | Harry Bannink                       | 1989              |
| Dagboek van de nacht                                | Willem Wilmink          | Harry Bannink                       | 1989              |
| De foto van opa en oma                              | Willem Wilmink          | Harry Bannink                       | 1989              |
| De vakantie van To                                  | Hans Dorrestijn         | Harry Bannink                       | 1989              |
| Nachtspeeltuin                                      | Hans Dorrestijn         | Harry Bannink                       | 1989              |
| Oude kinderboeken                                   | Karel Eykman            | Harry Bannink                       | 1989              |
| Per ongeluk in de dierentuin                        | Karel Eykman            | Harry Bannink                       | 1989              |
| Rijmwoordenboek                                     | Willem Wilmink          | Harry Bannink                       | 1989              |
| Roeitocht                                           | Hans Dorrestijn         | Harry Bannink                       | 1989              |
| Stoelen matten, matten vlechten                     | Willem Wilmink          | Harry Bannink                       | 1989              |
| Tunnel                                              | Hans Dorrestijn         | Harry Bannink                       | 1989              |
| Wachten, wachten                                    | Willem Wilmink          | Harry Bannink                       | 1989              |
| Het is een straf                                    | Ted van Lieshout        | Harry Bannink                       | 8 januari 1990    |
| Hoe komen dieren in de dierentuin?                  | Hans Dorrestijn         | Harry Bannink                       | 9 januari 1990    |
| Humphrey Kyneston                                   | Willem Wilmink          | Harry Bannink                       | 17 januari 1990   |
| Echt iets moeten leren                              | Willem Wilmink          | Harry Bannink                       | 19 januari 1990   |
| Als een vleermuis                                   | Karel Eykman            | Harry Bannink                       | 31 januari 1990   |
| Ik woon op alle wegen                               | Willem Wilmink          | Harry Bannink                       | 2 februari 1990   |
| De bergbeklimmer                                    | Hans Dorrestijn         | Harry Bannink                       | 7 februari 1990   |
| Ode aan de baggerschuit                             | Hans Dorrestijn         | Harry Bannink                       | 12 februari 1990  |
| Twee levens                                         | Willem Wilmink          | Harry Bannink                       | 20 februari 1990  |
| Zeeziek                                             | Niek Barendsen          | Harry Bannink                       | 26 februari 1990  |
| Robots, robots                                      | Willem Wilmink          | Harry Bannink                       | 14 maart 1990     |
| Autolied                                            | Niek Barendsen          | Harry Bannink                       | 19 maart 1990     |
| Kleurrijk Nederland                                 | Willem Wilmink          | Harry Bannink                       | 20 maart 1990     |
| Bomen                                               | Fetze Pijlman           | Harry Bannink                       | 27 maart 1990     |
| Papier hier                                         | Niek Barendsen          | Harry Bannink                       | 2 april 1990      |
| Dorst                                               | Ted van Lieshout        | Harry Bannink                       | 1 mei 1990        |
| De clown                                            | Niek Barendsen          | Harry Bannink                       | 2 mei 1990        |
| Weermakers                                          | Hans Dorrestijn         | Harry Bannink                       | 2 oktober 1990    |
| Nederland herrezen                                  | Fetze Pijlman           | Harry Bannink                       | 18 oktober 1990   |
| Cassette                                            | Ted van Lieshout        | Harry Bannink                       | 7 november 1990   |
| Sander                                              | Willem Wilmink          | Harry Bannink                       | 9 november 1990   |
| Mozaïeken als getuigen                              | Willem Wilmink          | Harry Bannink                       | 15 november 1990  |
| Echtpaar in de trein                                | Willem Wilmink          | Harry Bannink                       | 19 november 1990  |
| Dat is ballet                                       | Karel Eykman            | Harry Bannink                       | 22 november 1990  |
| Accordeon                                           | Willem Wilmink          | Harry Bannink                       | 26 november 1990  |
| Geharnaste helden                                   | Willem Wilmink          | Harry Bannink                       | 7 december 1990   |
| Ik haat de maan                                     | Hans Dorrestijn         | Harry Bannink                       | 31 december 1990  |
| Dikke mik                                           | Karel Eykman            | Harry Bannink                       | 1990              |
| Droogte                                             | Fetze Pijlman           | Harry Bannink                       | 1990              |
| In het land van Koekelkoren                         | Willem Wilmink          | Harry Bannink                       | 1990              |
| Koe                                                 | Fetze Pijlman           | Harry Bannink                       | 1990              |
| Mensen zonder wegenwacht                            | Willem Wilmink          | Harry Bannink                       | 1990              |
| Twee vriendinnen                                    | Ted van Lieshout        | Harry Bannink                       | 1990              |
| De hel                                              | Willem Wilmink          | Harry Bannink                       | 10 januari 1991   |
| Onbestaanbare figuren                               | Willem Wilmink          | Harry Bannink                       | 28 januari 1991   |
| De Fietsende Hollander                              | Willem Wilmink          | Harry Bannink                       | 4 februari 1991   |
| Luchten                                             | Ted van Lieshout        | Harry Bannink                       | 4 maart 1991      |
| De aardappeleters                                   | Niek Barendsen          | Harry Bannink                       | 12 maart 1991     |
| Bommengek                                           | Niek Barendsen          | Harry Bannink                       | 25 maart 1991     |
| Gij stoomgemaal                                     | Willem Wilmink          | Harry Bannink                       | 27 maart 1991     |
| Chez Antoine                                        | Niek Barendsen          | Harry Bannink                       | 15 april 1991     |
| De trein van nu naar toen                           | Willem Wilmink          | Harry Bannink                       | 18 april 1991     |
| Echter dan echt                                     | Willem Wilmink          | Harry Bannink                       | 24 april 1991     |
| Wie waren de boeven?                                | Willem Wilmink          | Harry Bannink                       | 1 mei 1991        |
| Voetbalfoto’s                                       | Willem Wilmink          | Harry Bannink                       | 30 september 1991 |
| Lieve Victor                                        | Niek Barendsen          | Harry Bannink                       | 1 oktober 1991    |
| De tuin van Pauline                                 | Karel Eykman            | Harry Bannink                       | 8 oktober 1991    |
| Meisjesgraf                                         | Karel Eykman            | Harry Bannink                       | 10 oktober 1991   |
| Lezende vrouw                                       | Willem Wilmink          | Harry Bannink                       | 24 oktober 1991   |
| Een foto                                            | Willem Wilmink          | Harry Bannink                       | 31 oktober 1991   |
| Lelijkemensenstrand                                 | Niek Barendsen          | Harry Bannink                       | 5 november 1991   |
| Taxi’s                                              | Willem Wilmink          | Harry Bannink                       | 8 november 1991   |
| Stille liedjes hoor ik graag                        | Willem Wilmink          | Engelbert Humperdinck               | 22 november 1991  |
| Letters met voetjes                                 | Karel Eykman            | Harry Bannink                       | 5 december 1991   |
| Drollenmuseum                                       | Niek Barendsen          | Harry Bannink                       | 10 december 1991  |
| Wat je moet weten van de dinosaurus                 | Willem Wilmink          | Harry Bannink                       | 17 december 1991  |
| Geritsel van bamboe                                 | Karel Eykman            | Harry Bannink                       | 19 december 1991  |
| Straattoneel                                        | Rob Chrispijn           | Harry Bannink                       | 23 december 1991  |
| Kleine geleerde                                     | Willem Wilmink          | Harry Bannink                       | 1991              |
| Schaduw                                             | Ted van Lieshout        | Harry Bannink                       | 1991              |
| Het land van Bran                                   | Willem Wilmink          | Harry Bannink                       | 2 januari 1992    |
| Vanzelf                                             | Rob Chrispijn           | Harry Bannink, Auguste Durand       | 27 januari 1992   |
| Teddybeer                                           | Niek Barendsen          | Harry Bannink                       | 3 februari 1992   |
| Onder de bruggen van Parijs                         | Willem Wilmink          | Harry Bannink                       | 4 februari 1992   |
| Het schip van de V.O.C.                             | Willem Wilmink          | Harry Bannink                       | 10 februari 1992  |
| Verpleegstertje                                     | Niek Barendsen          | Harry Bannink                       | 14 februari 1992  |
| Op wie ben ik?                                      | Karel Eykman            | Harry Bannink                       | 3 maart 1992      |
| Tuinfeest in ‘t Gooi                                | Willem Wilmink          | Harry Bannink                       | 10 maart 1992     |
| Jo Vincent                                          | Willem Wilmink          | Harry Bannink, Modeste Moussorgsky  | 19 maart 1992     |
| Tantes piano                                        | Willem Wilmink          | Harry Bannink, Camille Saint-Saëns  | 6 april 1992      |
| Als ik het hart had                                 | Rob Chrispijn           | Harry Bannink                       | 14 april 1992     |
| Homo Sapiens                                        | Rob Chrispijn           | Harry Bannink                       | 23 april 1992     |
| De drie archeologen                                 | Willem Wilmink          | Harry Bannink                       | 1 mei 1992        |
| Kajakken                                            | Theo Olthuis            | Harry Bannink                       | 29 september 1992 |
| Beelden in beweging                                 | Willem Wilmink          | Harry Bannink                       | 5 oktober 1992    |
| Het is een schande                                  | Niek Barendsen          | Harry Bannink                       | 15 oktober 1992   |
| Voetbalballade                                      | Willem Wilmink          | Harry Bannink                       | 16 oktober 1992   |
| Drie keer Abraham                                   | Karel Eykman            | Harry Bannink                       | 16 november 1992  |
| De rebbe leert de kinderen schrijven                | Willem Wilmink          | Mark Warshawsky                     | 23 november 1992  |
| De dirigent                                         | Hans Dorrestijn         | Harry Bannink                       | 26 november 1992  |
| Overal kerken                                       | Willem Wilmink          | Harry Bannink                       | 30 november 1992  |
| Inzoom op de Borobudur                              | Karel Eykman            | Harry Bannink                       | 7 december 1992   |
| Assepoester, een opera in vijf bedrijven            | Willem Wilmink          | Harry Bannink                       | 17 december 1992  |
| Weg met Kerst                                       | Hans Dorrestijn         | Harry Bannink                       | 21 december 1992  |
| Afscheid op het perron                              | Willem Wilmink          | Harry Bannink                       | 30 december 1992  |
| Er is maar één godsdienst                           | Willem Wilmink          | Harry Bannink                       | 1992              |
| Johnny Afdruiprekje                                 | Rob Chrispijn           | Harry Bannink                       | 1992              |
| Kon onze poes maar praten                           | Willem Wilmink          | Harry Bannink                       | 1992              |
| Tasjesdief                                          | Niek Barendsen          | Harry Bannink                       | 1992              |
| Driehoog achter                                     | Willem Wilmink          | Harry Bannink                       | 4 januari 1993    |
| Wie maakt me straks een rolstoel?                   | Willem Wilmink          | Harry Bannink                       | 15 januari 1993   |
| Theaterlied                                         | Niek Barendsen          | Harry Bannink                       | 21 januari 1993   |
| Piloot                                              | Niek Barendsen          | Harry Bannink                       | 27 januari 1993   |
| Oud en nieuw                                        | Willem Wilmink          | Harry Bannink                       | 10 februari 1993  |
| Niet normaal                                        | Jos Versteegen          | Harry Bannink                       | 12 februari 1993  |
| In de botsautootjes                                 | Jos Versteegen          | Harry Bannink                       | 17 februari 1993  |
| Jonge museumdirecteur                               | Willem Wilmink          | Harry Bannink                       | 18 maart 1993     |
| Studie der natuur                                   | Rob Chrispijn           | Harry Bannink                       | 30 maart 1993     |
| Ik maak voor jou een andere kroon                   | Willem Wilmink          | Harry Bannink                       | 4 oktober 1993    |
| Stadssage                                           | Jos Versteegen          | Harry Bannink                       | 11 oktober 1993   |
| Het volkslied van de walrus                         | Willem Wilmink          | Harry Bannink                       | 12 oktober 1993   |
| Een paar apart                                      | Willem Wilmink          | Harry Bannink                       | 11 november 1993  |
| De brandweer staat voor niks                        | Willem Wilmink          | Harry Bannink                       | 22 november 1993  |
| Fietsen in de regen                                 | Theo Olthuis            | Harry Bannink                       | 23 november 1993  |
| Stoel                                               | Rob Chrispijn           | Harry Bannink                       | 29 november 1993  |
| Batterijtje                                         | Ted van Lieshout        | Harry Bannink                       | 8 december 1993   |
| Meneer Verhagen                                     | Jos Versteegen          | Harry Bannink                       | 14 december 1993  |
| Herinnering en droom                                | Willem Wilmink          | Harry Bannink                       | 16 december 1993  |
| Het danseresje in Ubud                              | Karel Eykman            | Harry Bannink                       | 23 december 1993  |
| Moeder spreekt                                      | Jos Versteegen          | Harry Bannink                       | 29 december 1993  |
| De brug was open                                    | Rob Chrispijn           | Harry Bannink                       | 1993              |
| Geheimschrift                                       | Karel Eykman            | Harry Bannink                       | 1993              |
| De jongste dag der mieren                           | Jos Versteegen          | Harry Bannink                       | 1993              |
| Mijn paard                                          | Ted van Lieshout        | Harry Bannink                       | 1993              |
| Oude sluiswachter                                   | Jos Versteegen          | Harry Bannink                       | 1993              |
| Een papegaai beklaagt zich                          | Willem Wilmink          | Harry Bannink                       | 1993              |
| Voor als ik er niet meer ben                        | Karel Eykman            | Harry Bannink                       | 1993              |
| Kartonnen dozen                                     | Jos Versteegen          | Harry Bannink                       | 17 januari 1994   |
| Een ziekenhuis voor dieren                          | Willem Wilmink          | Harry Bannink                       | 25 januari 1994   |
| Invitation au voyage                                | Karel Eykman            | Harry Bannink                       | 23 februari 1994  |
| Stem op mij                                         | Rob Chrispijn           | Harry Bannink                       | 7 maart 1994      |
| Thijm stront                                        | Hans Dorrestijn         | Harry Bannink                       | 15 maart 1994     |
| Fiets gejat                                         | Karel Eykman            | Harry Bannink                       | 23 maart 1994     |
| Dreigbrief van een meisje aan de Minister President | Jos Versteegen          | Harry Bannink                       | 28 maart 1994     |
| Een zoete droom                                     | Jos Versteegen          | Harry Bannink                       | 29 maart 1994     |
| Het meisje spreekt                                  | Jos Versteegen          | Harry Bannink                       | 11 oktober 1994   |
| Brand!                                              | Ted van Lieshout        | Harry Bannink                       | 19 oktober 1994   |
| Slangemens                                          | Hans Dorrestijn         | Harry Bannink                       | 25 oktober 1994   |
| Kind in de gevangenis                               | Willem Wilmink          | Harry Bannink                       | 28 oktober 1994   |
| Uit de mode                                         | Willem Wilmink          | Harry Bannink                       | 7 november 1994   |
| Anansi                                              | Karel Eykman            | Harry Bannink                       | 10 november 1994  |
| De kunst van het verpakken                          | Rob Chrispijn           | Harry Bannink                       | 17 november 1994  |
| Winterjas                                           | Jos Versteegen          | Harry Bannink                       | 25 november 1994  |
| Laatste rit                                         | Jos Versteegen          | Harry Bannink                       | 7 december 1994   |
| Nou breekt mijn klomp                               | Rob Chrispijn           | Harry Bannink                       | 12 december 1994  |
| Tango van een asielvlinder                          | Willem Wilmink          | Harry Bannink                       | 29 december 1994  |
| Truttig bruidspaar                                  | Karel Eykman            | Harry Bannink                       | 16 januari 1995   |
| In het wit                                          | Rob Chrispijn           | Harry Bannink                       | 23 januari 1995   |
| Het Nationaal Monument                              | Willem Wilmink          | Harry Bannink                       | 8 februari 1995   |
| Landschapsfotograaf                                 | Willem Wilmink          | Harry Bannink                       | 9 februari 1995   |
| Niemand ziet ons                                    | Rob Chrispijn           | Harry Bannink                       | 13 februari 1995  |
| Walvisvrouw                                         | Willem Wilmink          | Harry Bannink                       | 28 februari 1995  |
| Dertig ton                                          | Rob Chrispijn           | Harry Bannink                       | 15 maart 1995     |
| Pieterpad                                           | Willem Wilmink          | Harry Bannink                       | 20 maart 1995     |
| De Peel                                             | Jos Versteegen          | Harry Bannink                       | 21 maart 1995     |
| Overwerk ‘s nachts                                  | Karel Eykman            | Harry Bannink                       | 22 maart 1995     |
| Bouwkunst                                           | Willem Wilmink          | Harry Bannink                       | 10 april 1995     |
| Psalm 23                                            | Karel Eykman            | Harry Bannink                       | 14 april 1995     |
| Bernard Oom                                         | Willem Wilmink          | Harry Bannink                       | 5 oktober 1995    |
| Ten hoogste negen jaren                             | Willem Wilmink          | Harry Bannink                       | 9 oktober 1995    |
| Blanke slavinnen                                    | Ted van Lieshout        | Harry Bannink                       | 10 oktober 1995   |
| Als ik groot ben, geef ik alle klappen terug        | Rob Chrispijn           | Harry Bannink                       | 23 oktober 1995   |
| Het najaar komt                                     | Willem Wilmink          | Harry Bannink                       | 24 oktober 1995   |
| Werelddrinklied                                     | Jos Versteegen          | Harry Bannink                       | 30 oktober 1995   |
| Wijnand gaat op reis                                | Jos Versteegen          | Harry Bannink                       | 15 november 1995  |
| Stuntpiloot                                         | Rob Chrispijn           | Harry Bannink                       | 27 november 1995  |
| Spookhuis                                           | Rob Chrispijn           | Harry Bannink                       | 14 december 1995  |
| Glas in lood                                        | Karel Eykman            | Harry Bannink                       | 21 december 1995  |
| Brugklassertjes wiegelied                           | Willem Wilmink          | Harry Bannink                       | 1995              |
| Horrible, horrible, most horrible                   | Ries Moonen             | Harry Bannink                       | 1995              |
| Wel beter, maar niet goed                           | Willem Wilmink          | Harry Bannink                       | 4 januari 1996    |
| Vragen                                              | Willem Wilmink          | Harry Bannink                       | 8 januari 1996    |
| Ik weet nog wel                                     | Bas Rompa               | Harry Bannink                       | 11 januari 1996   |
| Mol                                                 | Rob Chrispijn           | Harry Bannink                       | 16 januari 1996   |
| Ramadan                                             | Willem Wilmink          | Harry Bannink                       | 1 februari 1996   |
| Het suikerfeest                                     | Karel Eykman            | Harry Bannink                       | 1 februari 1996   |
| Bas valt op asfalt                                  | Rob Chrispijn           | Harry Bannink                       | 14 februari 1996  |
| De sportfotograaf                                   | Hans Dorrestijn         | Harry Bannink                       | 26 februari 1996  |
| Zomer in Scheveningen                               | Jos Versteegen          | Harry Bannink                       | 5 maart 1996      |
| Fatale vrouw incognito                              | Karel Eykman            | Harry Bannink                       | 8 maart 1996      |
| Droogzwemmer                                        | Willem Wilmink          | Harry Bannink                       | 14 maart 1996     |
| Foei!                                               | Rob Chrispijn           | Harry Bannink                       | 25 maart 1996     |
| De moeder met de gouden tand                        | Ted van Lieshout        | Harry Bannink                       | 4 april 1996      |
| De cabaretier                                       | Willem Wilmink          | Harry Bannink                       | 26 september 1996 |
| De ambulance                                        | Hans Dorrestijn         | Harry Bannink                       | 27 september 1996 |
| Het oude kind                                       | Jos Versteegen          | Harry Bannink                       | 3 oktober 1996    |
| Onverslijtbaar                                      | Rob Chrispijn           | Harry Bannink                       | 16 oktober 1996   |
| De strijkers en de blazers                          | Willem Wilmink          | Harry Bannink                       | 31 oktober 1996   |
| J.B. Wolters Groningen 1968                         | Jos Versteegen          | Harry Bannink                       | 5 november 1996   |
| Er zijn maar weinig poppenspelers meer              | Willem Wilmink          | Harry Bannink                       | 7 november 1996   |
| Telkens weer                                        | Karel Eykman            | Harry Bannink                       | 14 november 1996  |
| Dertig jaar                                         | Fetze Pijlman           | Harry Bannink                       | 22 november 1996  |
| Sint Nicolaas en de drie kinderen                   | Willem Wilmink          | Harry Bannink                       | 5 december 1996   |
| Onze buren                                          | Rob Chrispijn           | Harry Bannink                       | 9 december 1996   |
| Duende                                              | Ted van Lieshout        | Harry Bannink                       | 10 december 1996  |
| Brugge                                              | Willem Wilmink          | Harry Bannink                       | 11 december 1996  |
| Engels dorp in de morgen                            | Willem Wilmink          | Harry Bannink                       | 12 december 1996  |
| Eeuwig zingen de bossen                             | Rob Chrispijn           | Harry Bannink                       | 13 december 1996  |
| Je eigen taal                                       | Willem Wilmink          | Harry Bannink                       | 17 december 1996  |
| De acupuncturist                                    | Jos Versteegen          | Harry Bannink                       | 1996              |
| Op kamers                                           | Willem Wilmink          | Harry Bannink                       | 1996              |
| Twee watermolens                                    | Willem Wilmink          | Harry Bannink                       | 1996              |
| Te dichtbij en bewogen                              | Jurrian van Dongen      | Harry Bannink                       | 2 januari 1997    |
| Gemeentepils                                        | Hans Dorrestijn         | Harry Bannink                       | 7 januari 1997    |
| Als een raket                                       | Rob Chrispijn           | Harry Bannink                       | 8 januari 1997    |
| Tegen zijn wil                                      | Jos Versteegen          | Harry Bannink                       | 20 januari 1997   |
| Ik zal een filmpje van je maken                     | Rob Chrispijn           | Harry Bannink                       | 23 januari 1997   |
| Blijf klein                                         | Rob Chrispijn           | Harry Bannink                       | 27 januari 1997   |
| De kruik                                            | Willem Wilmink          | Harry Bannink                       | 30 januari 1997   |
| Wonen nu                                            | Jos Versteegen          | Harry Bannink                       | 6 februari 1997   |
| Mignonne                                            | Karel Eykman            | Harry Bannink                       | 11 februari 1997  |
| Tweeluik                                            | Willem Wilmink          | Harry Bannink                       | 13 februari 1997  |
| Thijm weerman                                       | Hans Dorrestijn         | Harry Bannink                       | 17 februari 1997  |
| Op de markt                                         | Willem Wilmink          | Harry Bannink                       | 17 maart 1997     |
| Gekraagde roodstaart                                | Rob Chrispijn           | Harry Bannink                       | 18 maart 1997     |
| Burgemeester van de nacht                           | Rob Chrispijn           | Harry Bannink                       | 24 maart 1997     |
| Prinsengracht                                       | Willem Wilmink          | Harry Bannink                       | 6 oktober 1997    |
| Explicateur                                         | Karel Eykman            | Harry Bannink                       | 13 oktober 1997   |
| Eenzaamheid                                         | Rob Chrispijn           | Harry Bannink                       | 16 oktober 1997   |
| Vleugelpech                                         | Rob Chrispijn           | Harry Bannink                       | 20 oktober 1997   |
| Herbarium                                           | Hans Dorrestijn         | Harry Bannink                       | 4 november 1997   |
| Onze muziek                                         | Willem Wilmink          | Harry Bannink                       | 17 november 1997  |
| Loflied op het linoleum                             | Jurrian van Dongen      | Harry Bannink                       | 19 november 1997  |
| Snelheidsduivel                                     | Rob Chrispijn           | Harry Bannink                       | 20 november 1997  |
| Vutter                                              | Jos Versteegen          | Harry Bannink                       | 24 november 1997  |
| Stilleven                                           | Rob Chrispijn           | Harry Bannink                       | 4 december 1997   |
| Eén zestigste seconde                               | Rob Chrispijn           | Harry Bannink                       | 10 december 1997  |
| Midwinterballade                                    | Willem Wilmink          | Harry Bannink                       | 19 december 1997  |
| Strandbeest                                         | Ries Moonen             | Harry Bannink                       | 22 december 1997  |
| Daniëlle                                            | Hans Dorrestijn         | Harry Bannink                       | 25 december 1997  |
| Chocola                                             | Hans Dorrestijn         | Harry Bannink                       | 30 december 1997  |
| Ga naar de torenkamer                               | Jos Versteegen          | Harry Bannink                       | 1997              |
| Lied van de wormen des velds                        | Jos Versteegen          | Harry Bannink                       | 1997              |
| Sevillana voor Cristina                             | Karel Eykman            | Harry Bannink                       | 1997              |
| Sonnet voor een dwangmatige mannequin               | Jurrian van Dongen      | Harry Bannink                       | 16 januari 1998   |
| Balinese gamelan                                    | Karel Eykman            | Henny Vrienten                      | 29 januari 1998   |
| De klacht van Abdallah                              | Jos Versteegen          | Harry Bannink                       | 12 februari 1998  |
| Pak de trein                                        | Niek Barendsen          | Henny Vrienten                      | 2 maart 1998      |
| Sloopwerk                                           | Rob Chrispijn           | Harry Bannink                       | 19 maart 1998     |
| Prinses Sensaos                                     | Karel Eykman            | Harry Bannink                       | 25 maart 1998     |
| Loes (of de klavecimbelblues)                       | Rob Chrispijn           | Henny Vrienten                      | 30 maart 1998     |
| Bloemencorso                                        | Hans Dorrestijn         | Henny Vrienten                      | 31 maart 1998     |
| Tranenkoerier                                       | Jos Versteegen          | Harry Bannink                       | 1 april 1998      |
| Bij en bij                                          | Ted van Lieshout        | Harry Bannink                       | 22 september 1998 |
| Het allermooiste schilderij                         | Ted van Lieshout        | Harry Bannink                       | 24 september 1998 |
| Rosse grutto                                        | Rob Chrispijn           | Henny Vrienten                      | 29 september 1998 |
| Je eigen film                                       | Jurrian van Dongen      | Henny Vrienten                      | 5 oktober 1998    |
| Na het voorlezen                                    | Jurrian van Dongen      | Harry Bannink                       | 8 oktober 1998    |
| F-pupillen zaterdagochtend                          | Jurrian van Dongen      | Harry Bannink                       | 19 oktober 1998   |
| Ideaalbeeld                                         | Jos Versteegen          | Harry Bannink                       | 21 oktober 1998   |
| Vermeer                                             | Rob Chrispijn           | Harry Bannink                       | 22 oktober 1998   |
| Mensen willen bloed zien                            | Rob Chrispijn           | Harry Bannink                       | 27 oktober 1998   |
| Hij die alles ziet                                  | Jos Versteegen          | Henny Vrienten                      | 28 oktober 1998   |
| Hunebeddenbouwer                                    | Rob Chrispijn           | Harry Bannink                       | 3 november 1998   |
| Altijd gaat de telefoon                             | Niek Barendsen          | Henny Vrienten                      | 11 november 1998  |
| Uitgedokterd                                        | Jos Versteegen          | Harry Bannink                       | 7 december 1998   |
| Het nieuwste van het nieuwste                       | Rob Chrispijn           | Harry Bannink                       | 10 december 1998  |
| Handig                                              | Jos Versteegen          | Henny Vrienten                      | 15 december 1998  |
| Twee watermoleculen                                 | Rob Chrispijn           | Harry Bannink                       | 23 december 1998  |
| De bioscoop                                         | Hans Dorrestijn         | Harry Bannink                       | 28 december 1998  |
| Zeg het met bloemen                                 | Rob Chrispijn           | Henny Vrienten                      | 29 december 1998  |
| Romeo                                               | Rob Chrispijn           | Harry Bannink                       | 1998              |
| De geur van zaagsel                                 | Jurrian van Dongen      | Henny Vrienten                      | 4 januari 1999    |
| Overpeinzingen van Ot en Sien                       | Jurrian van Dongen      | Harry Bannink                       | 8 januari 1999    |
| Het zeegat uit                                      | Rob Chrispijn           | Harry Bannink                       | 11 januari 1999   |
| Straalmotor                                         | Rob Chrispijn           | Henny Vrienten                      | 13 januari 1999   |
| Lied van de roadie                                  | Niek Barendsen          | Henny Vrienten                      | 18 januari 1999   |
| Detective Hoedonnit                                 | Jurrian van Dongen      | Harry Bannink                       | 21 januari 1999   |
| Toon                                                | Rob Chrispijn           | Harry Bannink                       | 4 februari 1999   |
| Piepschuim, hout en water                           | Jurrian van Dongen      | Henny Vrienten                      | 11 februari 1999  |
| Friese cowboy                                       | Ted van Lieshout        | Harry Bannink                       | 22 februari 1999  |
| Foto’s met handtekening                             | Jos Versteegen          | Harry Bannink                       | 10 maart 1999     |
| Stalen rozen                                        | Karel Eykman            | Harry Bannink                       | 18 maart 1999     |
| Dat was het                                         | Rob Chrispijn           | Harry Bannink                       | 19 maart 1999     |
| Kleine valkenier                                    | Hans Dorrestijn         | Harry Bannink                       | 23 maart 1999     |
| Een liefdeslied                                     | Ted van Lieshout        | Henny Vrienten                      | 25 maart 1999     |
| Stamboom                                            | Rob Chrispijn           | Harry Bannink                       | 30 maart 1999     |
| Een verboden kind                                   | Karel Eykman            | Berend van den Berg                 | 7 oktober 1999    |
| Draagtas                                            | Jos Versteegen          | Henny Vrienten                      | 8 oktober 1999    |
| Buurtpreventie                                      | Jos Versteegen          | Harry Bannink                       | 15 december 1999  |
| De diarree                                          | Hans Dorrestijn         | Harry Bannink                       | 1999              |
| Ideaal                                              | Niek Barendsen          | Harry Bannink                       | 1999              |
| Nieuwe ronde, nieuwe prijzen                        | Jurrian van Dongen      | Harry Bannink                       | 1999              |
| Etalagesnob                                         | Rob Chrispijn           | Henny Vrienten                      | 10 januari 2000   |
| Magere tijger                                       | Karel Eykman            | Harry Bannink                       | 28 januari 2000   |
| Guernica                                            | Karel Eykman            | Harry Bannink                       | 10 februari 2000  |
| Majoor Bosschardt spreekt                           | Jos Versteegen          | Henny Vrienten                      | 22 februari 2000  |
| Balletvarken                                        | Niek Barendsen          | Henny Vrienten                      | 29 februari 2000  |
| Struisvogelwiegeliedje                              | Jurrian van Dongen      | Willem Ennes                        | 7 maart 2000      |
| Brandvrij                                           | Rob Chrispijn           | Fay Lovsky                          | 13 maart 2000     |
| De stormvloedkering                                 | Rob Chrispijn           | Harry Bannink                       | 22 maart 2000     |
| Bezorgdienst                                        | Jos Versteegen          | Henny Vrienten                      | 28 maart 2000     |
| Schoonspringster                                    | Hans Dorrestijn         | Henny Vrienten                      | 25 september 2000 |
| Slangen                                             | Rob Chrispijn           | Henny Vrienten                      | 26 september 2000 |
| Laatste tango                                       | Rob Chrispijn           | Henny Vrienten                      | 3 oktober 2000    |
| Betonballade                                        | Jurrian van Dongen      | Martijn Breebaart                   | 4 oktober 2000    |
| Geverfde lippen                                     | Jos Versteegen          | Henny Vrienten                      | 5 oktober 2000    |
| Praten tegen een steen                              | Jurrian van Dongen      | Henny Vrienten                      | 17 oktober 2000   |
| De Domtoren van Utrecht                             | Karel Eykman            | Martijn Breebaart                   | 26 oktober 2000   |
| Bekeken                                             | Rob Chrispijn           | Henny Vrienten                      | 2 november 2000   |
| Feest op zondag                                     | Jos Versteegen          | Henny Vrienten                      | 13 november 2000  |
| Mi sa bi ing                                        | Rob Chrispijn           | Henny Vrienten                      | 27 november 2000  |
| Straten                                             | Niek Barendsen          | Henny Vrienten                      | 8 december 2000   |
| Doelgroep                                           | Jos Versteegen          | Henny Vrienten                      | 2000              |
| Majoor Bosschardt spreekt                           | Jos Versteegen          | Harry Bannink                       | 2000              |
| Accordeonist                                        | Niek Barendsen          | Henny Vrienten                      | 3 januari 2001    |
| Han fluit op de panfluit                            | Niek Barendsen          | Henny Vrienten                      | 5 januari 2001    |
| Wonderbaar                                          | Jos Versteegen          | Willem Ennes                        | 17 januari 2001   |
| Ik laat ze vliegen                                  | Robert Alberdingk Thijm | Henny Vrienten                      | 21 januari 2001   |
| Schoenendoos voor Afrika                            | Karel Eykman            | Henny Vrienten                      | 22 januari 2001   |
| Oersaai                                             | Jos Versteegen          | Henny Vrienten                      | 1 februari 2001   |
| Ballet                                              | Rob Chrispijn           | Henny Vrienten                      | 5 februari 2001   |
| Overal konijnen                                     | Hans Dorrestijn         | Henny Vrienten                      | 6 februari 2001   |
| Anoniem                                             | Jurrian van Dongen      | Henny Vrienten                      | 10 februari 2001  |
| Normaal                                             | Rob Chrispijn           | Henny Vrienten                      | 13 februari 2001  |
| Eindelijk een eerlijk zeemanslied                   | Karel Eykman            | Henny Vrienten                      | 19 februari 2001  |
| Kanker is een lelijk woord                          | Jurrian van Dongen      | Henny Vrienten                      | 25 februari 2001  |
| Het lijkt een beetje op jaloers                     | Jurrian van Dongen      | Henny Vrienten                      | 5 maart 2001      |
| Eeuwig jong                                         | Jos Versteegen          | Henny Vrienten                      | 6 maart 2001      |
| Vlieger                                             | Rob Chrispijn           | Henny Vrienten                      | 7 maart 2001      |
| Klerestad, pokkestad                                | Jurrian van Dongen      | Henny Vrienten                      | 8 maart 2001      |
| Prinses                                             | Jos Versteegen          | Henny Vrienten                      | 18 maart 2001     |
| Steen                                               | Niek Barendsen          | Henny Vrienten                      | 1 april 2001      |
| Merrie                                              | Rob Chrispijn           | Henny Vrienten                      | 2 oktober 2001    |
| Zoetzuur                                            | Rob Chrispijn           | Henny Vrienten                      | 9 oktober 2001    |
| Namaaksmaak                                         | Jurrian van Dongen      | Henny Vrienten                      | 10 oktober 2001   |
| Blinde blues                                        | Niek Barendsen          | Henny Vrienten                      | 15 oktober 2001   |
| De moeder, het hondje en de vlieger van Jantje      | Jurrian van Dongen      | Henny Vrienten                      | 22 oktober 2001   |
| Kliniekje in Laren                                  | Jos Versteegen          | Henny Vrienten                      | 5 november 2001   |
| Tantes teringzooi                                   | Karel Eykman            | Henny Vrienten                      | 15 november 2001  |
| Beperkt houdbaar                                    | Jurrian van Dongen      | Henny Vrienten                      | 27 november 2001  |
| N’Kosi                                              | Jurrian van Dongen      | Henny Vrienten                      | 2 december 2001   |
| Held                                                | Niek Barendsen          | Henny Vrienten                      | 10 december 2001  |
| Zwerfster                                           | Rob Chrispijn           | Henny Vrienten                      | 15 december 2001  |
| Waar cowboys ’s nachts van dromen                   | Rob Chrispijn           | Henny Vrienten                      | 2001              |
| Roltrap                                             | Rob Chrispijn           | Henny Vrienten                      | 2 januari 2002    |
| De kleermaker spreekt                               | Jos Versteegen          | Henny Vrienten                      | 17 januari 2002   |
| Ik ben de zee                                       | Rob Chrispijn           | Henny Vrienten                      | 19 januari 2002   |
| Kind                                                | Niek Barendsen          | Henny Vrienten                      | 22 januari 2002   |
| Nieuwbouwwijk                                       | Karel Eykman            | Henny Vrienten                      | 24 januari 2002   |
| Televisiemonster                                    | Rob Chrispijn           | Henny Vrienten                      | 20 februari 2002  |
| Boos en verdrietig                                  | Jos Versteegen          | Henny Vrienten                      | 26 februari 2002  |
| Zon                                                 | Niek Barendsen          | Henny Vrienten                      | 28 februari 2002  |
| Volop keus                                          | Jurrian van Dongen      | Henny Vrienten                      | 7 maart 2002      |
| Groeten van Rogier                                  | Rob Chrispijn           | Henny Vrienten                      | 13 maart 2002     |
| Dierenambulance                                     | Niek Barendsen          | Jac Bico                            | 18 maart 2002     |
| Tofu                                                | Jurrian van Dongen      | Henny Vrienten                      | 26 maart 2002     |
| Zoem                                                | Rob Chrispijn           | Henny Vrienten                      | 24 september 2002 |
| Lied van karton                                     | Hans Dorrestijn         | Henny Vrienten                      | 25 september 2002 |
| Kunstkamer                                          | Jos Versteegen          | Henny Vrienten                      | 27 september 2002 |
| Kleine held                                         | Jos Versteegen          | Henny Vrienten                      | 30 september 2002 |
| IJskristallen                                       | Niek Barendsen          | Jac Bico                            | 29 oktober 2002   |
| Op zolder                                           | Niek Barendsen          | Henny Vrienten                      | 30 oktober 2002   |
| Voor goud                                           | Rob Chrispijn           | Henny Vrienten                      | 6 november 2002   |
| Een echte Breughel                                  | Jurrian van Dongen      | Henny Vrienten                      | 7 november 2002   |
| Cabriolet                                           | Hans Dorrestijn         | Henny Vrienten                      | 12 november 2002  |
| Vlam                                                | Jos Versteegen          | Henny Vrienten                      | 20 november 2002  |
| Honderd opa’s geleden                               | Rob Chrispijn           | Henny Vrienten                      | 21 november 2002  |
| Schikgodinnen                                       | Rob Chrispijn           | Henny Vrienten                      | 22 november 2002  |
| Pionnen van Monopoly                                | Jos Versteegen          | Henny Vrienten                      | 6 december 2002   |
| Mars                                                | Rob Chrispijn           | Jac Bico                            | 11 december 2002  |
| Meubilair                                           | Rob Chrispijn           | Henny Vrienten                      | 15 december 2002  |
| Muziek zonder geluid                                | Karel Eykman            | Henny Vrienten                      | 19 december 2002  |
| Vrije val                                           | Jos Versteegen          | Henny Vrienten                      | 22 januari 2003   |
| Waar denkt een koe aan?                             | Hans Riemens            | Henny Vrienten                      | 30 januari 2003   |
| Zeg het niet met bloemen                            | Rob Chrispijn           | Henny Vrienten                      | 4 februari 2003   |
| De eeuwige verliezer                                | Hans Dorrestijn         | Henny Vrienten                      | 12 februari 2003  |
| Tango pesterij                                      | Karel Eykman            | Henny Vrienten                      | 14 februari 2003  |
| Software                                            | Rob Chrispijn           | Henny Vrienten                      | 26 februari 2003  |
| Dronken Romeinen                                    | Rob Chrispijn           | Henny Vrienten                      | 3 maart 2003      |
| Slavinnen                                           | Jos Versteegen          | Henny Vrienten                      | 10 maart 2003     |
| Polderboeddha                                       | Jos Versteegen          | Henny Vrienten                      | 20 maart 2003     |
| Vleesetende plant                                   | Rob Chrispijn           | Henny Vrienten                      | 25 maart 2003     |
| Kleur                                               | Niek Barendsen          | Henny Vrienten                      | 31 maart 2003     |
| Wie plukt mij?                                      | Jurrian van Dongen      | Henny Vrienten                      | 1 april 2003      |
| Zelfs in TL                                         | Rob Chrispijn           | Henny Vrienten                      | 2 april 2003      |
| Badjas                                              | Jurrian van Dongen      | Henny Vrienten                      | 3 april 2003      |
| Mijn afvoerputje                                    | Theo Nijland            | Theo Nijland                        | 20 mei 2003       |
| Je ziet er niet uit, meid                           | Niek Barendsen          | Henny Vrienten                      | 13 oktober 2003   |
| Boekje uit de bieb                                  | Jos Versteegen          | Henny Vrienten                      | 27 oktober 2003   |
| De Westertoren van Amsterdam                        | Karel Eykman            | Henny Vrienten                      | 17 november 2003  |
| Rolstoeldroom                                       | Jurrian van Dongen      | Henny Vrienten                      | 18 november 2003  |
| Twee bijen spreken                                  | Jos Versteegen          | Henny Vrienten                      | 19 november 2003  |
| Echte ouderwetse stamppot                           | Hans Dorrestijn         | Henny Vrienten                      | 21 november 2003  |
| Het paradijs                                        | Rob Chrispijn           | Henny Vrienten                      | 25 november 2003  |
| Buitenaards                                         | Rob Chrispijn           | Henny Vrienten                      | 26 november 2003  |
| De grote haai                                       | Hans Dorrestijn         | Henny Vrienten                      | 2 december 2003   |
| Tijgerfris                                          | Rob Chrispijn           | Henny Vrienten                      | 3 december 2003   |
| Schele hersens                                      | Jan Boerstoel           | Henny Vrienten                      | 17 december 2003  |
| Neem als voorafje eens een toetje                   | Jurrian van Dongen      | Henny Vrienten                      | 22 december 2003  |
| Goocheltruc                                         | Rob Chrispijn           | Henny Vrienten                      | 5 januari 2004    |
| Man, man, man                                       | Rob Chrispijn           | Henny Vrienten                      | 12 januari 2004   |
| Broer, zus, borsten                                 | Karel Eykman            | Henny Vrienten                      | 19 januari 2004   |
| Taaislijm                                           | Jan Boerstoel           | Henny Vrienten                      | 20 januari 2004   |
| Papier hier                                         | Robert Alberdingk Thijm | Henny Vrienten                      | 29 januari 2004   |
| Nog ikker dan ik                                    | Karel Eykman            | Fay Lovsky                          | 26 februari 2004  |
| Modder                                              | Rob Chrispijn           | Raymund van Santen                  | 3 maart 2004      |
| In het laagveen                                     | Rob Chrispijn           | Gert Wantenaar                      | 26 maart 2004     |
| Buigen                                              | Rob Chrispijn           | Henny Vrienten                      | 20 september 2004 |
| Pater Piet                                          | Niek Barendsen          | Henny Vrienten                      | 28 september 2004 |
| Oerknal                                             | Jurrian van Dongen      | Henny Vrienten                      | 29 september 2004 |
| Uit je dak                                          | Jurrian van Dongen      | Henny Vrienten                      | 7 oktober 2004    |
| Dagje ruilen                                        | Niek Barendsen          | Henny Vrienten                      | 11 oktober 2004   |
| Dierenliefde                                        | Jurrian van Dongen      | Henny Vrienten                      | 21 oktober 2004   |
| Zebra                                               | Jan Boerstoel           | Henny Vrienten                      | 8 november 2004   |
| Ander gezicht                                       | Jan Boerstoel           | Henny Vrienten                      | 9 november 2004   |
| Medicijnman                                         | Rob Chrispijn           | Henny Vrienten                      | 16 november 2004  |
| Vergeetachtigheid loont                             | Jurrian van Dongen      | Henny Vrienten                      | 24 november 2004  |
| Nergens is nog plek voor onze namen                 | Jurrian van Dongen      | Henny Vrienten                      | 26 november 2004  |
| De ridder met het vastgeroeste harnas               | Jurrian van Dongen      | Rutger de Bekker                    | 1 december 2004   |
| Astronaut                                           | Jurrian van Dongen      | Henny Vrienten                      | 8 december 2004   |
| Kijk eens achterom                                  | Jurrian van Dongen      | Henny Vrienten                      | 14 december 2004  |
| Waarom mannen een baard dragen                      | Jurrian van Dongen      | Henny Vrienten                      | 15 december 2004  |
| Vrijwilligers                                       | Jurrian van Dongen      | Henny Vrienten                      | 20 december 2004  |
| Bikini’s                                            | Jurrian van Dongen      | Henny Vrienten                      | 23 december 2004  |
| Goochelaarsassistente                               | Jurrian van Dongen      | Henny Vrienten                      | 27 december 2004  |
| Sprekende kleuren                                   | Rob Chrispijn           | Henny Vrienten                      | 5 januari 2005    |
| Zink                                                | Jan Boerstoel           | Rutger de Bekker                    | 12 januari 2005   |
| Blessure Bobbie                                     | Jurrian van Dongen      | Henny Vrienten                      | 17 januari 2005   |
| Slopen                                              | Niek Barendsen          | Henny Vrienten                      | 19 januari 2005   |
| Penicilline                                         | Rob Chrispijn           | Henny Vrienten                      | 25 januari 2005   |
| Kinderen in de arme landen                          | Jurrian van Dongen      | Henny Vrienten                      | 2 februari 2005   |
| Ieder vogeltje zingt                                | Jurrian van Dongen      | Henny Vrienten                      | 3 februari 2005   |
| Neushoorn                                           | Rob Chrispijn           | Henny Vrienten                      | 8 februari 2005   |
| Lied van de kip                                     | Niek Barendsen          | Henny Vrienten                      | 15 februari 2005  |
| Overleven                                           | Jurrian van Dongen      | Henny Vrienten                      | 18 februari 2005  |
| Polder                                              | Jurrian van Dongen      | Henny Vrienten                      | 21 februari 2005  |
| Ontevreden kameel                                   | Jurrian van Dongen      | Henny Vrienten                      | 22 februari 2005  |
| Word je eigen architect                             | Karel Eykman            | Henny Vrienten                      | 3 maart 2005      |
| Wild                                                | Jurrian van Dongen      | Henny Vrienten                      | 8 maart 2005      |
| Dom                                                 | Jurrian van Dongen      | Henny Vrienten                      | 9 maart 2005      |
| Speciaal                                            | Rob Chrispijn           | Jac Bico                            | 15 maart 2005     |
| Absoluut gehoor                                     | Jurrian van Dongen      | Henny Vrienten                      | 16 maart 2005     |
| Indoorkampioen                                      | Rob Chrispijn           | Henny Vrienten                      | 26 september 2005 |
| Onderzeeboot                                        | Jurrian van Dongen      | Henny Vrienten                      | 5 oktober 2005    |
| Radar                                               | ?                       | Henny Vrienten                      | 24 oktober 2005   |
| Met beide benen op de grond                         | Jurrian van Dongen      | Henny Vrienten                      | 28 oktober 2005   |
| Prothese                                            | Jan Boerstoel           | Henny Vrienten                      | 22 november 2005  |
| Lawinegevaar                                        | Rob Chrispijn           | Henny Vrienten                      | 27 december 2005  |
| Elke dag vuurwerk                                   | ?                       | Henny Vrienten                      | 2 januari 2006    |
| Een waarheid als een koe                            | Rob Chrispijn           | Henny Vrienten                      | 21 februari 2006  |
| Varken                                              | Niek Barendsen          | ?                                   | 14 maart 2006     |
| Naar de dokter                                      | Rob Chrispijn           | Henny Vrienten                      | 20 maart 2006     |
| Eerlijk zeggen                                      | ?                       | Henny Vrienten                      | 29 maart 2006     |
| Nooit dood                                          | Jurrian van Dongen      | Peter van de Witte                  | 6 oktober 2006    |
| Schrik                                              | Jurrian van Dongen      | Peter van de Witte                  | 10 oktober 2006   |
| Olifanten                                           | ?                       | Henny Vrienten                      | 1 november 2006   |
| Internaatskind                                      | Karel Eykman            | Jacqueline Govaert                  | 17 november 2006  |
| Mehmet                                              | Jurrian van Dongen      | ?                                   | 27 november 2006  |
| Boris                                               | ?                       | Henny Vrienten                      | 13 februari 2007  |
| Toveren                                             | Rob Chrispijn           | Peter van de Witte                  | 15 februari 2007  |
| Duizend vellen papier                               | Jurrian van Dongen      | Jacqueline Govaert                  | 28 februari 2007  |
| Boswachterslied                                     | Rob Chrispijn           | Henny Vrienten                      |                   |
| Dierenrechtbank                                     | Jos Versteegen          | Harry Bannink                       |                   |
| Groot geworden dinky toys                           | Karel Eykman            | ?                                   |                   |
| Versierd als vrouw                                  | Ted van Lieshout        | ?                                   |                   |
| Liedjes van de orgeldraaier                         |                         |                                     |                   |
| Smerig                                              | Willem Wilmink          | Harry Bannink                       | 17 januari 1988   |
| Naar Spanje                                         | Willem Wilmink          | Harry Bannink                       | 20 maart 1988     |
| Gelukkig land                                       | Willem Wilmink          | Harry Bannink                       | 26 april 1988     |
| Plaatselijke gekken                                 | Willem Wilmink          | Harry Bannink                       | 2 mei 1988        |
| Binnen wordt buiten                                 | Willem Wilmink          | Harry Bannink                       | 5 mei 1988        |
| Bezet gebied                                        | Willem Wilmink          | Harry Bannink                       | 6 mei 1988        |
| In de put                                           | Willem Wilmink          | Harry Bannink                       | 13 mei 1988       |
| Het kleine station                                  | Willem Wilmink          | Harry Bannink                       | 30 mei 1988       |
| Mijn wetenschap                                     | Willem Wilmink          | Harry Bannink                       | 3 juni 1988       |
| Broodje gezond                                      | Willem Wilmink          | Harry Bannink                       | 6 juni 1988       |
| Requiem voor een rat                                | Willem Wilmink          | Harry Bannink                       | 10 juni 1988      |
| Oude zolders                                        | Willem Wilmink          | Harry Bannink                       | 13 juni 1988      |
| Heimwee?                                            | Willem Wilmink          | Harry Bannink                       | 15 juni 1988      |
| Op de fles                                          | Willem Wilmink          | Harry Bannink                       | 16 juni 1988      |
| In de steigers                                      | Willem Wilmink          | Harry Bannink                       | 20 juni 1988      |
| Leve de haring                                      | Willem Wilmink          | Harry Bannink                       | 13 oktober 1988   |
| Weg met de computer                                 | Willem Wilmink          | Harry Bannink                       | 18 oktober 1988   |
| Tel de vellen                                       | Willem Wilmink          | Harry Bannink                       | 26 oktober 1988   |
| Speelgoedtreinen                                    | Willem Wilmink          | Harry Bannink                       | 17 november 1988  |
| Alles van waarde is weerloos                        | Willem Wilmink          | Harry Bannink                       | 18 november 1988  |
| Schaduwlopen                                        | Willem Wilmink          | Harry Bannink                       | 21 november 1988  |
| Lekker warm                                         | Willem Wilmink          | Harry Bannink                       | 29 november 1988  |
| Allerzielen                                         | Willem Wilmink          | Harry Bannink                       | 1988              |
| Blindenpictogram                                    | Willem Wilmink          | Harry Bannink                       | 1988              |
| De lantarenpaal                                     | Willem Wilmink          | Harry Bannink                       | 1988              |
| Haastige spoed                                      | Willem Wilmink          | Harry Bannink                       | 1988              |
| In den beginne…                                     | Willem Wilmink          | Harry Bannink                       | 1988              |
| Kamperen                                            | Willem Wilmink          | Harry Bannink                       | 1988              |
| Nachtmerrie                                         | Willem Wilmink          | Harry Bannink                       | 1988              |
| Oude en nieuwe steden                               | Willem Wilmink          | Harry Bannink                       | 1988              |
| Tijd en ruimte                                      | Willem Wilmink          | Harry Bannink                       | 1988              |
| Voorspoken                                          | Willem Wilmink          | Harry Bannink                       | 1988              |
| De stem van mijn vader                              | Willem Wilmink          | Harry Bannink                       | 30 januari 1989   |
| Een jongen krijgt een meisjesbrief                  | Willem Wilmink          | Harry Bannink                       | 15 februari 1989  |
| Hoe men kiezelstenen kan verkopen                   | Willem Wilmink          | Harry Bannink                       | 9 maart 1989      |
| Walkmans en nog wat                                 | Willem Wilmink          | Harry Bannink                       | 23 juni 1989      |
| Tijd en ruimte                                      | Willem Wilmink          | Harry Bannink                       | 2 oktober 1989    |
| Verstuur uw verzen                                  | Willem Wilmink          | Harry Bannink                       | 6 oktober 1989    |
| Chinese wijsheid                                    | Willem Wilmink          | Harry Bannink                       | 10 november 1989  |
| Gewetenloos                                         | Willem Wilmink          | Harry Bannink                       | 9 januari 1990    |
| Dat kan ik ook                                      | Willem Wilmink          | Harry Bannink                       | 15 februari 1990  |
| Mijn tweelingbroer                                  | Willem Wilmink          | Harry Bannink                       | 16 maart 1990     |
| Het Theo Thijssenmuseumpje gaat plat                | Willem Wilmink          | Harry Bannink                       | 12 april 1990     |
| Er is maar één religie                              | Willem Wilmink          | Harry Bannink                       | 1990              |
| Spelregels bij straatvoetbal                        | Willem Wilmink          | Harry Bannink                       | 1990              |
| Verveling                                           | Willem Wilmink          | Harry Bannink                       | 1990              |
| Geluiden waar je niets bij ziet                     | Willem Wilmink          | Harry Bannink                       | 10 april 1991     |
| Kind leest krant                                    | Willem Wilmink          | Harry Bannink                       | 11 oktober 1991   |
| Pantomime                                           | Willem Wilmink          | Harry Bannink                       | 28 oktober 1991   |
| Emigranten                                          | Willem Wilmink          | Harry Bannink                       | 1991              |
| Delfts Blauw                                        | Willem Wilmink          | Harry Bannink                       | 30 maart 1992     |
| Vuurtoren                                           | Willem Wilmink          | Harry Bannink                       | 25 november 1992  |
| Geluidsgolven                                       | Willem Wilmink          | Harry Bannink                       | 2 december 1992   |
| Steengroeve                                         | Willem Wilmink          | Harry Bannink                       | 7 april 1993      |
| Pandabeer                                           | Willem Wilmink          | Harry Bannink                       | 26 oktober 1993   |
| Coma                                                | Willem Wilmink          | Harry Bannink                       | 1993              |
| Laatmieheg                                          | Willem Wilmink          | Harry Bannink                       | 1993              |
| Territorium                                         | Willem Wilmink          | Harry Bannink                       | 1993              |
| Poppenkast                                          | Willem Wilmink          | Harry Bannink                       | 13 januari 1994   |
| Open huis                                           | Willem Wilmink          | Harry Bannink                       | 20 januari 1994   |
| Verkeersagent                                       | Willem Wilmink          | Harry Bannink                       | 7 februari 1994   |
| Wat de stratemaker zei                              | Willem Wilmink          | Harry Bannink                       | 28 februari 1994  |
| Leven in de oertijd                                 | Willem Wilmink          | Harry Bannink                       | 8 maart 1994      |
| Geef mij maar een boek                              | Willem Wilmink          | Harry Bannink                       | 17 maart 1994     |
| Laat je niet kisten                                 | Willem Wilmink          | Harry Bannink                       | 28 maart 1994     |
| Orgelman                                            | Willem Wilmink          | Harry Bannink                       | 3 oktober 1994    |
| Wrijving                                            | Willem Wilmink          | Harry Bannink                       | 2 november 1994   |
| Iets nieuws in de stad                              | Willem Wilmink          | Harry Bannink                       | 8 december 1994   |
| Geurgeheugen                                        | Willem Wilmink          | Harry Bannink                       | 9 december 1994   |
| Reimerswaal                                         | Willem Wilmink          | Harry Bannink                       | 17 januari 1995   |
| Mondriaan                                           | Willem Wilmink          | Harry Bannink                       | 23 februari 1995  |
| Sprookje                                            | Willem Wilmink          | Harry Bannink                       | 3 maart 1995      |
| Mijn boerenbroertje                                 | Willem Wilmink          | Harry Bannink                       | 17 maart 1995     |
| Oude varensgast                                     | Willem Wilmink          | Harry Bannink                       | 5 april 1995      |
| Geen ontkomen aan                                   | Willem Wilmink          | Harry Bannink                       | 24 november 1995  |
| Kunstwerk                                           | Willem Wilmink          | Harry Bannink                       | 18 december 1995  |
| Burenruzie                                          | Willem Wilmink          | Harry Bannink                       | 15 januari 1996   |
| Uitvindingen                                        | Willem Wilmink          | Harry Bannink                       | 19 januari 1996   |
| Mijn oom                                            | Willem Wilmink          | Harry Bannink                       | 25 januari 1996   |
| Eenzame patiënt                                     | Willem Wilmink          | Harry Bannink                       | 23 februari 1996  |
| Gered                                               | Willem Wilmink          | Harry Bannink                       | 19 maart 1996     |
| Bacteriën                                           | Willem Wilmink          | Harry Bannink                       | 12 november 1996  |
| Concert in de open lucht                            | Willem Wilmink          | Harry Bannink                       | 20 november 1996  |
| Harry Bannink                                       | Willem Wilmink          | Harry Bannink                       | 14 februari 1997  |
| Een hond                                            | Willem Wilmink          | Harry Bannink                       | 28 februari 1997  |
| Emballage                                           | Willem Wilmink          | Harry Bannink                       | 13 maart 1997     |
| Een Tukker beklaagt zich                            | Willem Wilmink          | Harry Bannink                       | 22 september 1997 |
| Sloop kindje sloop                                  | Willem Wilmink          | Harry Bannink                       | 5 november 1997   |
| Klokhuis raps                                       |                         |                                     |                   |
| Een heer in het verkeer                             | Jurrian van Dongen      | Henny Vrienten                      | 27 september 1999 |
| Frisse blik                                         | Jurrian van Dongen      | Henny Vrienten                      | 28 september 1999 |
| Blote poppetjes                                     | Jurrian van Dongen      | Henny Vrienten                      | 28 oktober 1999   |
| Tour de France                                      | Jurrian van Dongen      | Henny Vrienten                      | 3 november 1999   |
| Tasje                                               | Jurrian van Dongen      | Henny Vrienten                      | 9 november 1999   |
| Zonder bagagedrager                                 | Jurrian van Dongen      | Henny Vrienten                      | 3 januari 2000    |
| Uitstapje                                           | Jurrian van Dongen      | Henny Vrienten                      | 18 januari 2000   |
| Eitje                                               | Jurrian van Dongen      | Henny Vrienten                      | 19 januari 2000   |
| Voorkeursbehandeling                                | Jurrian van Dongen      | Henny Vrienten                      | 15 februari 2000  |
| Rituele dans                                        | Jurrian van Dongen      | Henny Vrienten                      | 17 februari 2000  |
| Kastenstelsel                                       | Jurrian van Dongen      | Henny Vrienten                      | 25 februari 2000  |
| Relax                                               | Jurrian van Dongen      | Henny Vrienten                      | 23 maart 2000     |
| Boodschap in de grond                               | Jurrian van Dongen      | Henny Vrienten                      | 27 maart 2000     |
| Replica rap                                         | Jurrian van Dongen      | Henny Vrienten                      | 10 november 2000  |
| Chocoladeletter                                     | Jurrian van Dongen      | Henny Vrienten                      | 24 november 2000  |
| Dropverslaving                                      | Jurrian van Dongen      | Henny Vrienten                      | 20 december 2000  |
| Rouwproces                                          | Jurrian van Dongen      | Henny Vrienten                      | 2 januari 2001    |
| Verloren paradijs                                   | Jurrian van Dongen      | Henny Vrienten                      | 2 februari 2001   |
| Crisistijd                                          | Jurrian van Dongen      | Henny Vrienten                      | 4 februari 2001   |
| Primitief gedoe                                     | Jurrian van Dongen      | Henny Vrienten                      | 1 april 2001      |
| Vondelpark 2000                                     | Jurrian van Dongen      | Henny Vrienten                      | 3 april 2001      |
| Cool                                                | Jurrian van Dongen      | Henny Vrienten                      | 4 april 2001      |
| Aanval                                              | Jurrian van Dongen      | Henny Vrienten                      | 7 april 2001      |
| Nog een keer                                        | Jurrian van Dongen      | Henny Vrienten                      | 11 april 2001     |
| Verwende eendjes                                    | Jurrian van Dongen      | Henny Vrienten                      | 30 september 2001 |
| Klein venijn                                        | Jurrian van Dongen      | Henny Vrienten                      | 31 oktober 2001   |
| Cliffhanger                                         | Jurrian van Dongen      | Henny Vrienten                      | 3 november 2001   |
| Bakkie troost bij nacht                             | Jurrian van Dongen      | Henny Vrienten                      | 30 november 2001  |
| Strakke rubberpakken                                | Jurrian van Dongen      | Henny Vrienten                      | 16 december 2001  |
| Vaders vakantievideo’s                              | Jurrian van Dongen      | Henny Vrienten                      | 30 januari 2002   |
| Nederpizza                                          | Jurrian van Dongen      | Henny Vrienten                      | 8 februari 2002   |
| Rotklus                                             | Jurrian van Dongen      | Henny Vrienten                      | 12 maart 2002     |
| Cliptijdperk                                        | Jurrian van Dongen      | Henny Vrienten                      | 31 maart 2002     |
| Babyfoto’s                                          | Jurrian van Dongen      | Henny Vrienten                      | 2 oktober 2002    |
| Raspaardjes                                         | Jurrian van Dongen      | Henny Vrienten                      | 22 oktober 2002   |
| Effe rondkijken                                     | Jurrian van Dongen      | Henny Vrienten                      | 23 oktober 2002   |
| Fair play                                           | Jurrian van Dongen      | Henny Vrienten                      | 18 november 2002  |
| Bang voor de dokter                                 | Jurrian van Dongen      | Henny Vrienten                      | 30 december 2002  |
| Voetbalrobot                                        | Jurrian van Dongen      | Henny Vrienten                      | 17 januari 2003   |
| Suske en Wiske forever                              | Jurrian van Dongen      | Henny Vrienten                      | 27 februari 2003  |
| Luie kunstenaars                                    | Jurrian van Dongen      | Henny Vrienten                      | 1 december 2003   |
| Skaten door de stad                                 | Jurrian van Dongen      | Henny Vrienten                      | 15 december 2003  |
| Kangoeroekind                                       | Jurrian van Dongen      | Henny Vrienten                      | 24 februari 2004  |
| Alternatief                                         | Jurrian van Dongen      | Henny Vrienten                      | 2 maart 2004      |
| Stem kwijt                                          | Jurrian van Dongen      | Henny Vrienten                      | 31 maart 2004     |
| Fijnproever                                         | Jurrian van Dongen      | Henny Vrienten                      | 6 april 2004      |
| Stereo                                              | Pascal Griffioen        | Pascal Griffioen                    | 16 maart 2005     |
| Snowboard                                           | Pascal Griffioen        | Pascal Griffioen                    | 21 maart 2005     |
| Sluipwespentrainer                                  | Pascal Griffioen        | Pascal Griffioen                    | 27 september 2005 |
| Kaal                                                | Pascal Griffioen        | Pascal Griffioen                    | 4 oktober 2005    |
| Mijn reuzeminivliegtuig                             | Pascal Griffioen        | Pascal Griffioen                    | 12 oktober 2005   |
| Anne Frank                                          | Pascal Griffioen        | Pascal Griffioen                    | 31 oktober 2005   |
| Jeanet                                              | Pascal Griffioen        | Pascal Griffioen                    | 15 november 2005  |
| Ruimtereis                                          | Pascal Griffioen        | Pascal Griffioen                    | 16 november 2005  |
| Kaplaarzen                                          | Pascal Griffioen        | Pascal Griffioen                    | 28 december 2005  |
| Straalmotor                                         | Pascal Griffioen        | Pascal Griffioen                    | 15 maart 2006     |
| Brandwondencentrum                                  | Pascal Griffioen        | Pascal Griffioen                    | 9 oktober 2006    |
| Vinyl                                               | Pascal Griffioen        | Pascal Griffioen                    | 30 november 2006  |
| Noord-Zuidlijn                                      | Pascal Griffioen        | Pascal Griffioen                    | 6 december 2006   |
| Spijkerbroek                                        | Pascal Griffioen        | Pascal Griffioen                    | 15 december 2006  |
| Vredesmissie                                        | Pascal Griffioen        | Pascal Griffioen                    | 20 december 2006  |
| Aaseters                                            | Pascal Griffioen        | Pascal Griffioen                    | 2 januari 2007    |
| Mijnenveger                                         | Pascal Griffioen        | Pascal Griffioen                    | 17 januari 2007   |
| Jongerentaal                                        | Pascal Griffioen        | Pascal Griffioen                    | 18 januari 2007   |
| DTM                                                 | Pascal Griffioen        | Pascal Griffioen                    | 31 januari 2007   |
| IJshow                                              | Pascal Griffioen        | Pascal Griffioen                    | 7 februari 2007   |
| The Clockchicks                                     |                         |                                     |                   |
| Strandzeilen                                        | Jurrian van Dongen      | Henny Vrienten                      | 30 september 2005 |
| Boeiende groente                                    | Jurrian van Dongen      | Henny Vrienten                      | 18 oktober 2005   |
| Bierexperts                                         | Jurrian van Dongen      | Henny Vrienten                      | 25 oktober 2005   |
| Weggezapt                                           | Jurrian van Dongen      | Henny Vrienten                      | 3 november 2005   |
| Lichaamstaal                                        | Jurrian van Dongen      | Henny Vrienten                      | 10 november 2005  |
| Reclameliedjes                                      | Jurrian van Dongen      | Henny Vrienten                      | 21 november 2005  |
| Sleutelfreak                                        | Jurrian van Dongen      | Henny Vrienten                      | 25 november 2005  |
| Schildpadliefde                                     | Jurrian van Dongen      | Henny Vrienten                      | 6 december 2005   |
| Wat je van een man moet weten                       | Jurrian van Dongen      | Henny Vrienten                      | 9 december 2005   |
| Pimp my proefrit                                    | Jurrian van Dongen      | Henny Vrienten                      | 23 december 2005  |
| Chagrijnig fotomodel                                | Jurrian van Dongen      | Henny Vrienten                      | 19 januari 2006   |
| Schud die kont                                      | Jurrian van Dongen      | Henny Vrienten                      | 26 januari 2006   |
| Sprakeloos                                          | Jurrian van Dongen      | Henny Vrienten                      | 15 februari 2006  |
| Hakkenhaat                                          | Jurrian van Dongen      | Henny Vrienten                      | 16 maart 2006     |
| Kraak die kluis                                     | Jurrian van Dongen      | Henny Vrienten                      | 22 maart 2006     |
| Eigen stijl                                         | Jurrian van Dongen      | Henny Vrienten                      | 23 maart 2006     |
| Tractorman                                          | Jurrian van Dongen      | Henny Vrienten                      | 27 maart 2006     |
| Pasta e basta                                       | Jurrian van Dongen      | Henny Vrienten                      | 16 oktober 2006   |
| Vliegbrevet                                         | Jurrian van Dongen      | Henny Vrienten                      | 19 oktober 2006   |
| Schoenendoos                                        | Jurrian van Dongen      | Henny Vrienten                      | 7 november 2006   |
| Trendgevoelig                                       | Jurrian van Dongen      | Henny Vrienten                      | 9 november 2006   |
| Spiegelbeeld                                        | Jurrian van Dongen      | Axel Lukkien                        | 15 november 2006  |
| Snoepsoep                                           | Jurrian van Dongen      | Axel Lukkien                        | 5 december 2006   |
| Fast forward                                        | Jurrian van Dongen      | Axel Lukkien                        | 24 januari 2007   |
| Teek it away                                        | Jurrian van Dongen      | Axel Lukkien                        | 30 januari 2007   |
| Oude koeien                                         | Jurrian van Dongen      | Axel Lukkien                        | 20 februari 2007  |
| Gezichtbedrog                                       | Jurrian van Dongen      | Axel Lukkien                        | 28 maart 2007     |